# تطوير وسائل الإعلام
يشمل تطوير وسائل الإعلام تعزيز قدرات المؤسسات والأفراد في ما يخص حرية التعبير والتعددية وتنوع وسائل الإعلام، وكذلك شفافية ملكية وسائل الاعلام. يؤدي تطوير وسائل الإعلام دورًا فعالًا في الديمقراطية بشكل عام وخاصة في الخطابات الديمقراطية الفعالة، وذلك من خلال دعم وسائل الإعلام الحرة والمستقلة.

## دعم تطوير وسائل الإعلام
عادة ما يدعم المانحون الدوليون وبقية المنظمات الأخرى وسائل الإعلام كجزء من دعمهم العام لتطوير الاقتصاد الوطني والديمقراطية. ويشمل الجهد النموذجي لتطوير وسائل الإعلام المستقلة كلًا من: تعليم الصحفيين وتدريبهم؛ توفير المشورة والدعم لتحسين البيئة القانونية والتجارية للإعلام؛ تقديم الجهود لتحسين استدامة المنافذ الحالية؛ التدريب لمحو الأمية الإعلامية؛ التدريب على الإعلام الإلكتروني وكيفية إدراجه؛ تطوير البنية التحتية؛ مراقبة وتقييم المساعي الحثيثة للارتقاء بهذا القطاع.

## مؤشرات تطوير وسائل الإعلام

### مؤشرات اليونيسكو لترقية وسائل الإعلام
طورت اليونيسكو مؤشرات ترقية وسائل الإعلام في 2008 كإطار عمل لتعزيز تقدم وسائل الإعلام وتتضمن هذه المؤشرات خمسة معايير:
- نظام لتنظيم حرية التعبير، التعددية، وتنوع وسائل الإعلام.
- تعدد وتنوع مصادر وسائل الإعلام، مساحة اقتصادية متزتة، وشفافية الملكية.
- الإعلام كمنصة للخطاب الديمقراطي
- بناء المهارات الأكاديمية، ودعم المؤسسات التي تساند حرية التعبير والتعددية والتنوع.
- ضمان بنية تحتية كافية لدعم الإعلام المتعدد والحر.

استُخدمت هذه المؤشرات في إحصاء دولي في 2011 إذ شاركت فيه 28 دولة مهتمة بالتنظيم والتجهيز.

### استدامة وسائل الإعلام
يعتبر مؤشر استدامة وسائل الإعلام التابع لمجلس البحوث الدولية والتبادل أداة مستعملة بشكل كبير لتقييم التطور العالمي للإعلام المستقل. يعتبر مؤشر استدامة وسائل الإعلام من أهم المؤشرات «لتقييم كيفية تغيير أنظمة وسائل الإعلام بمرور الوقت وعبر الحدود».
يستعمل مؤشر استدامة وسائل الإعلام خمس غايات أساسية لتقييم مدى استقلالية نظام وسائل الإعلام، ونجاعته وديمومته. هذه الوسائل هي:
- تحمي المعايير القانونية والاجتماعية وتعزز حرية التعبير والوصول للمعلومات العامة.
- تلبي الصحافة معيار الكفاءة المهنية.
- يوفر تعدد مصادر الإعلام للناس أخبارًا موثوقة وموضوعية.
- الإعلام وسيلة تدار بشكل جيد، ما يسمح بالتحرير المستقل.
- تعمل المؤسسات الداعمة وفق المصالح المهنية للإعلام المستقل.

## تنمية وسائل الإعلام مقابل الإعلام من أجل التنمية
تُميز بعض المنظمات الإنمائية والخبراء بين تنمية وسائل الإعلام والإعلام من أجل التنمية. يُشير دعم «تنمية وسائل الاعلام» إلى جهود تحسين دور الإعلام في المجتمع (من خلال الوسائل المذكورة آنفًا). يُشير «الإعلام من أجل التنمية» إلى استخدام وسائل الإعلام الحالية لنقل رسائل عن مسائل إنمائية محددة. تتضمن بعض الجهود مشاريع تكنولوجيا المعلومات والاتصالات في التنمية. طُبقت وسائل الإعلام من أجل التنمية في مجال التعليم والرعاية الصحية والأعمال والإغاثة في حالة الكوارث والفساد وتمكين الأقليات والمشاركة المجتمعية المحلية وأهدف التنمية الأخرى.

## منظمات تطوير وسائل الإعلام
بينما يُعد تطوير قطاع الإعلام نشاطًا عامًا بين المنظمات التطويرية، لكن هناك القليل من البلدان التي تنخرط في تطوير وسائل الإعلام كهدف أساسي لها. على سبيل الاعتبار في الولايات المتحدة الأمريكية، فإن الجهات الثلاث الساعية لتطوير وسائل الإعلام هي المركز الدولي للصحفيين، وشبكة إنترنيوز ومجلس البحوث والتبادلات الدولية.

### المنظمات الفاعلة بشكل مباشر في تطوير وسائل الإعلام والمتخذة من الولايات المتحدة مقرًا لها

#### مؤسسة صحافة الحرب والسلم
وهي جمعية خيرية لتطوير الإعلام العالمي تأسست في 1991. تدعم الصحفيين المحليين والإعلاميين المدنيين والنشطاء في الدول ذات الصراعات والأزمات، والتي تتجه نحو عالم آخر من التغير. إذ تُدرب وتُعلم وتُوفر منصات للصحافة المهنية والمدنية؛ وتبني أيضًا القدرات المؤسسية والجماعات المدنية، وتعمل مع الشركاء لإزالة الحواجز في سبيل حرية التعبير والحوار العام النشط وانخراط الناس بمجال الإعلام. يدير معهد صحافة الحرب والسلام برامج كبرى في أفغانستان والقوقاز وآسيا الوسطى والعراق والبلقان والكونغو وجمهورية الكونغو الديمقراطية وتونس وأوغندا.

#### وكالة إنترنيوز
وهي منظمة دولية لتطوير الإعلام تهدف إلى تمكين الإعلام المحلي حول العالم لتوفير الأخبار والمعلومات التي يحتاجها الناس، وإلى الوصل بين الناس والإعلام لإيصال أصوات الناس.
عملت وكالة إنترنيوز في أكثر من 70 دولة ودربت أكثر من 80 ألف شخص في مجال مهارات الإعلام. واستطاعت الوكالة بالتعاون مع الشركاء المحليين تأسيس ودعم المنافذ الإعلامية وجمعيات الصحفيين وشبكات البث المباشر. ولدى الوكالة برنامج خاص لتغطية المواضيع التي تخص البيئة والأزمات الإنسانية والصحة العامة ومشاكل المرأة.
تشكلت في عام 1982، وهي وكالة تعمل بموجب المادة 501 (ج) (3) وتتخذ من كاليفورنيا مقرًا لها وتعمل حالياً في أفريقيا، آسيا، أوروبا، الشرق الأوسط وأمريكا الشمالية.

### المركز الدولي للصحفيين
وهي مؤسسة احترافية غير ربحية متموضعة في العاصمة واشنطن، تعزز من جودة الإعلام عالميًا آخذة على عاتقها الإيمان بأن الإعلام المستقل والنشط شيء أساسي لتطوير الوضع الإنساني. منذ 1984 عمل المركز بشكل مباشر مع أكثر من 55 ألف صحفي من 176 بلدًا مختلفًا. هادفة لرفع سقف جودة الإعلام وموفرة تدريبًا وورشات عمل وندوات وزمالات. وبرنامج تبادل دولي للصحفيين ومديري الإعلام حول العالم.
يدير المركز الدولي للصحفيين برنامج فارس الصحافة الدولي للزمالات، والذي يرسل مختصين بالإعلام من مختلف العالم للرقي بوسائل الإعلام في بلد ما.
وأيضًا، يدير المركز شبكة الصحافة الدولية والتي تعمل بشكل مصادر على الإنترنت للصحفيين حول العالم للتواصل مع بعضهم البعض ولتطوير معاييرهم وممارساتهم للإعلام.

### مجلس البحوث والتبادلات الدولية
وهي منظمة دولية غير ربحية توفر القيادة والبرامج الإبداعية للرقي بمستوى التعليم وتقوية الإعلام المستقل، وتتبنى تطوير المجتمعات المدنية. وتضع المنظمة برامج تعليمية وتوفر استشارات تساعد التعليم المستمر. وتركز برامجها على التعليم الابتدائي والثانوي وصولًا للتدريب المهني.
تنشر المنظمة أيضاً دليل استدامة الإعلام، والذي يوفر تفصيلًا لحالة الإعلام المستقل في 76 بلدًا في أفريقيا وأوروبا وأوراسيا والشرق الأوسط.

### صندوق استثمار تطوير وسائل الإعلام
كانت تدعى سابقًا صندوق إقراض تطوير وسائل الإعلام. وهي منظمة مسجلة في نيويورك بموجب المادة 501 (ج) (3) تعاونية وغير ربحية وتعطي الدعم المادي الذي يوفر دعمًا ماديًا منخفض الكلفة لمنافذ إعلامية مستقلة في البلدان التي لديها تاريخ في اضطهاد الإعلام. وتسعى من خلال قروض منخفضة الكلفة وتدريبات تجارية ومختلف المشورة والدعم لمساعدة المنافذ الإعلامية الملتزمة بالمسؤولية الصحافية لكي تكون مستقرة تجاريًا، بعد الإيمان بأن وسائل الإعلام ذات التمويل المستقل وحدها من تستطيع أن تُبقي مقالاتها مستقلة بمرور الزمن.
في 1989، أنشأت المنظمة «كامب»؛ وهو اختصار لمركز الإعلام المتقدم في براغ والذي يوفر دعمًا تقنيًا لوسائل الإعلام في الدول النامية. أطلقت هذا المشروع في 2010 كمنظمة مستقلة والتي تأخذ على عاتقها مهمة تجهيز وسائل الإعلام ببرامج مفتوحة المصدر، وكافة الأدوات والدعم اللازم لبث الأخبار. في 2013، تغير اسم صندوق إقراض تطوير وسائل الإعلام إلى صندوق استثمار تطوير وسائل الإعلام. 

### المؤسسات الحكومية الأمريكية المعنية بتطوير وسائل الإعلام
توفر الحكومة الأمريكية ما يقارب نصف المساعدات الأمريكية لتطوير الإعلام خارجيًا.

#### الوكالة الأمريكية للتنمية الدولية
وهي أكبر وكالة أمريكية ممولة للإعلام المستقل بشكل عام أو خاص للعالم. أنفقت 52.7 مليون دولار في عام 2006 لتطوير قطاع الإعلام دوليًا. يمثل هذا الرقم 37% من الدعم الأمريكي وفق دراسة أجراها مركز المساعدة الإعلامية الدولية.
يوفر مكتب الديمقراطية والحكم التابع للوكالة الأميركية الدولية للتنمية ما يقارب النصف مليون دولار للأعمال المتصلة بقطاع الإعلام. يضم المكتب خبيرين يعملان وفق دوام كامل لتقديم المشورة حول المشاريع المتعلقة بالإعلام حول العالم.
يوفر مكتب المبادرات الانتقالية، التابع للوكالة الأمريكية للتنمية الدولية الذي أُنشئ في 1994، آلية استجابة سريعة في أوقات الأزمات، متضمنًا أوضاع ما بعد الحرب، وأنفق 3 ملايين دولار لتطوير قطاع الإعلام الدولي في 2006.
يوفر مكتب أوروبا وأوراسيا سنويًا ما يقارب 130 ألف دولار لدعم نشر مؤشر استدامة الإعلام في أوروبا وأوراسيا. هذا وتجدر الإشارة إلى أن فاعليته تزيد عن قيمته المادية. يعمل مستشار مكتب أوروبا وأوراسيا مع مكاتب البعثات في المنطقة، حيث تُتخذ أغلب القرارات المادية حول أفضل طريقة لتخصيص الموارد للعمل الإعلامي.

#### وزارة الخارجية الأمريكية
يعد مكتب الديمقراطية وحقوق الإنسان والعمل التابع لوزارة الخارجية الأمريكية أكبر ممول منفرد لتطوير قطاع الإعلام المستقل، وقد استثمر نحو 11.8 مليون دولار لتطوير هذا القطاع في 2006. وتوفر السفارات من خلال مشاريع دعم السفراء تمويلًا كافيًا لدعم مشاريع الإعلام محليًا. وتدعم مكاتب وزارة الخارجية الأخرى مثل مكتب السكان، واللاجئين والهجرة العمل الإعلامي دوليًا.

#### مجلس حكام البث
وهو المجلس الذي يكون مسؤولًا عن كل البث غير العسكري للجمهور عالميًا والذي ترعاه الحكومة الأمريكية. ويشمل هذا كلًا من قنوات صوت أمريكا، الحرة، راديو سوا، راديو أوروبا الحرة، راديو الحرية، وراديو ومحطة مارتي. بلغت ميزانية المجلس في 2006 ما يقارب 645 مليون دولار، وخُصص منها مليون ونصف دولار لتدريب الصحفيين الدوليين وذلك حسب إحصاء مركز المساعدة الإعلامية الدولية.

#### مكتب الشراكة الشرق أوسطية
تأسس في عام 2002 لتعزيز الديمقراطية في الشرق الأوسط، وفّر 3 ملايين دولار لتعزيز الإعلام المستقل في 2006.

#### مؤسسة التصدي لتحديات الألفية
تأسست الهيئة في 2004 وهي مؤسسة حكومية مكلفة بمساعدة البعض من أفقر البلدان حول العالم. ترتبط قيمة الدولار بتقدم البلدان وفق بعض المؤشرات الرئيسية، ومنها الارتقاء بحرية الصحافة. وأدرجت المؤسسة تطوير وسائل الإعلام في ما لا يقل عن خمسة بلدان: ملاوي ومولدوفا والنيجر وتنزانيا وأوكرانيا.

### منظمات أمريكية أخرى

#### مركز المساعدة الإعلامية الدولية
وهو مبادرة من الصندوق الوطني للديمقراطية. يعمل المركز على تحسين تطور وسائل الإعلام المستقل في مختلف بلدان العالم، ويعزز المشاريع الهادفة لهكذا مبادرات. يعمل المركز أيضًا على تحسين فعالية جهود تطوير وسائل الإعلام وذلك من طريق إجراء البحوث المعنية بهذا الشأن وجمع مجموعة الخبراء لغرض تمكين تبادل الخبرات. ترتكز رسالة مركز المساعدة الإعلامية الدولية على الإيمان بلعب وسائل الإعلام الحرة والمستقلة دورًا لا غنى عنه في تطوير الديمقراطية المستدامة حول العالم.